# Janina Vilsmaier
Janina Vilsmaier (* 18. September 1986) ist eine deutsche Filmschauspielerin und Regisseurin.

## Leben
Janina Vilsmaier ist die Tochter der tschechischen Schauspielerin Dana Vávrová und des deutschen Regisseurs Joseph Vilsmaier. Ihre Schwestern Theresa Vilsmaier und Josefina Vilsmaier sind ebenfalls als Schauspielerinnen tätig.
Anfangs ging sie auf die Bavarian International School in Haimhausen. Anschließend studierte sie in Bristol Medien- und Kommunikation sowie Spanisch. Sie besuchte ab 2011 die London Film School und schloss 2014 ihr Masterstudium in Filmproduktion mit dem Schwerpunkt Regisseurin/Produzentin ab. An der LFS führte sie Regie bei den beiden Kurzfilmen Skin und Legosch.
Ihre erste Rolle hatte sie in Herbstmilch. Sie trat in weiteren Filmen ihrer Eltern auf, zum Beispiel in Marlene als Marlene Dietrichs Tochter Maria und in dem Kinderfilm Der Bär ist los!.
Gemeinsam mit ihrer jüngeren Schwester Theresa gehörte sie dem Stiftungsrat der Dana-Vávrová-Stiftung an, die 2010 zur Bekämpfung von Krebserkrankungen gegründet wurde.

## Filmografie

### Als Schauspielerin
- 1989: Herbstmilch
- 1990: Rama dama[6][7][8]
- 1993: Stalingrad[7]
- 1995: Schlafes Bruder[8]
- 1996: Und keiner weint mir nach[8]
- 1997: Hunger – Sehnsucht nach Liebe[7]
- 2000: Der Bär ist los![6][7][8]
- 2000: Marlene[7][8]
- 2003: Der Herr der Wüste
- 2006: Köpfe in Bayern – Joseph Vilsmaier – ...so ist der Sepp[9]

### Als Regisseurin
- 2011: Skin (Kurzfilm)[3]
- 2014: Legosch (Kurzfilm)[4]
- 2023: The Dive
- 2024: The Outrun
- 2024: Tanz der Titanen
- 2024: Spirit in the Blood

### Als Executive Producer
- 2023: The Dive
- 2024: The Outrun